# Zdzisław Jahnke
Zdzisław Ignacy Mirosław Jahnke (ur. 9 lutego 1895 w Poznaniu, zm. 7 sierpnia 1972) – polski skrzypek wirtuoz, dyrygent, kompozytor, pedagog; dyrektor Państwowego Konserwatorium Muzycznego w Poznaniu, organizator Miejskiego Konserwatorium Muzycznego w Bydgoszczy, profesor Państwowej Wyższej Szkoły Muzycznej w Poznaniu.

## Życiorys
Urodził się 9 lutego 1895 roku w Poznaniu, w rodzinie Edwina, skrzypka, i Anny z Radkiewiczów, pianistki. Jego ojciec założył w Poznaniu w 1887 szkołę muzyczną. 
W piątym roku życia u swego ojca rozpoczął naukę gry na skrzypcach. Kontynuował ją jako uczeń gimnazjum w Berlinie u A. Piecznikowa i dr. P. Ertela. Studia wiolinistyczne uzupełniał w latach 1904–1907 w konserwatorium w Genewie u H. Marteau, a po jego przeniesieniu do Berlina – w tamtejszej Królewskiej Wyższej Szkole Muzycznej. Debiutował w Poznaniu 25 października 1903 roku, a w 1908 wystąpił w Filharmonii Warszawskiej pod dyrekcją Zygmunta Noskowskiego, rozpoczynając regularną działalność koncertową w kraju i za granicą. 
Podczas I wojny światowej służył w armii niemieckiej. W 1919 założył Kwartet Polski, działający do 1948. Repertuar zespołu obejmował m.in. około 50 kwartetów kompozytorów polskich, a jego działalność przyczyniła się do rozkwitu polskiej kameralistyki okresu międzywojennego.
Obok pracy artystycznej zajmował się pedagogiką. W 1920 objął klasę wirtuozowskiej gry na skrzypcach w Państwowej Akademii i Szkole Muzycznej w Poznaniu (późniejszym Państwowym Konserwatorium Muzycznym). W latach 1930–1939 był dyrektorem tej uczelni.
Niezależnie od pracy w Poznaniu, zorganizował w 1927 Miejskie Konserwatorium Muzyczne w Bydgoszczy, którym kierował do 1930 (od 1930 dyrektorem bydgoskiego Konserwatorium została jego żona Irena Jahnke), a następnie w nim nauczał i prowadził w Bydgoszczy audycje muzyczne. W latach 1933–1936 w czasie tych audycji dyrygował orkiestrą bydgoskiego Konserwatorium. Był jednym z wykonawców (skrzypce) na imprezach muzycznych organizowanych przez Collegium Musicum przy Miejskim Konserwatorium Muzycznym w Bydgoszczy. Ich program był niezwykle ambitny, nie odstając od koncertów filharmonicznych organizowanych w innych ośrodkach muzycznych w kraju.
W grudniu 1939 roku został wysiedlony przez Niemców z Poznania. Pracował jako tłumacz w różnych miastach Generalnego Gubernatorstwa (Warszawa, Lublin, Ostrowiec Świętokrzyski), a następnie jako urzędnik w cukrowni w Częstocicach na Kielecczyźnie. 
Po wyzwoleniu wrócił do Poznania i zajął się organizowaniem szkolnictwa muzycznego. Został profesorem i rektorem Państwowej Wyższej Szkoły Muzycznej w Poznaniu (do 1948). W latach 1950–1960 pełnił funkcję dziekana Wydziału Instrumentalnego oraz był kierownikiem Katedry Instrumentów Smyczkowych tej uczelni. Po przejściu w 1965 na emeryturę kontynuował pracę ze studentami.
Już w 1945 organizował koncerty symfoniczne, które stały się zalążkiem Filharmonii Poznańskiej. Udzielał się w stowarzyszeniach muzycznych. Zasiadał w jury Międzynarodowego Konkursu im. Henryka Wieniawskiego (1952, 1957). 
Zdzisław Jahnke jako pedagog wykształcił ponad 50 dyplomantów. Jako wirtuoz dysponował bogatym repertuarem skrzypcowym. Był autorem wielu opracowań dzieł literatury skrzypcowej i kilku publikacji dydaktycznych, które miały wiele wydań. Napisał szereg utworów skrzypcowych i pieśni. Wspólnie z Zygmuntem Sitowskim opublikował podręcznik Literatura skrzypcowa (1962).
Zmarł 7 sierpnia 1972 roku w Poznaniu. Został pochowany na Cmentarzu Junikowskim (pole 7, kwatera 1, miejsce 7). Od 1976 w Poznaniu odbywa się Ogólnopolski Konkurs Skrzypków jego imienia.

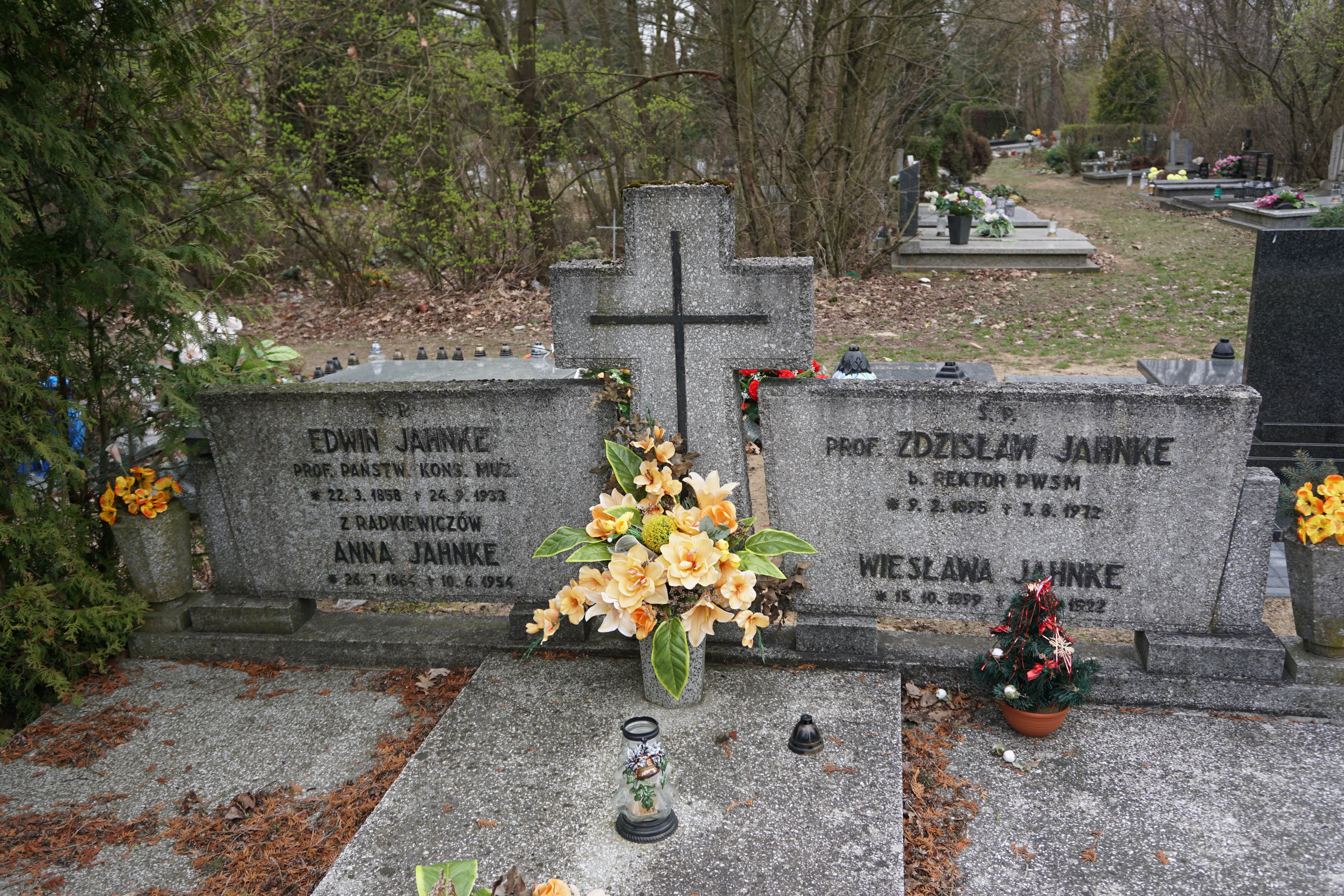
Grób prof. Zdzisława Jahnkego na Cmentarzu Junikowskim w Poznaniu

### Rodzina
Zdzisław Jahnke od 1929 był żonaty Ireną z Raczkowskich (Siemiątkowską), pianistką. Miał córkę Wiesławę.

## Ordery i odznaczenia
- Krzyż Kawalerski Orderu Odrodzenia Polski
- Złoty Krzyż Zasługi (dwukrotnie: 11 listopada 1936[3], 22 lipca 1952[4])
- Medal 10-lecia Polski Ludowej (28 lutego 1955)[5]

## Nagrody
- Nagroda Stowarzyszenia Polskich Artystów Muzyków